# Arona Diedhiou
Arona Diedhiou (* 31. Dezember 1969) ist ein senegalesischer Klimawissenschaftler. Er ist Forschungsleiter am Institut für Entwicklungsforschung an der Universität Joseph Fourier Grenoble I.

## Leben
Diedhiou hat einen wissenschaftlichen Hintergrund in den Bereichen Atmosphärenphysik, Klimatologie und Mathematik. Er promovierte an der Universität Paris XII in Meteorologie.
Diedhiou ist verheiratet und Vater dreier Kinder.

## Wirken
Diedhious Forschung befasst sich mit hydroklimatischer Veränderlichkeit und den mit Extremereignissen in Afrika verbundenen Umweltfaktoren (Überschwemmungen, Dürre, Nässe und Trockenheit, Hitzewellen).
Diedhiou beteiligte sich von 2003 bis 2007 als Mitglied des Internationalen Exekutivkomitees an der Koordination und Entwicklung des internationalen Programms African Monsoon Multidisciplinary Analyses (AMMA). Er wirkte dabei auch mit an der Einbeziehung afrikanischer Wissenschaftler, regionaler Zentren und nationaler Wetterdienste. Dank seiner international Koordination schuf AMMA eine weltweit genutzte interdisziplinäre Datenbank, die auch Afrika widerspiegelt. Zwischen 2007 and 2012 leitete er das RIPIECSA-Programm, das von Frankreich mit dreieinhalb Millionen Euro gefördert wurde zugunsten von Projekten zur Untersuchung von Klima, Umwelt und gesellschaftlicher Wechselwirkungen in West- und Zentralafrika. Arona Diedhiou gehörte zu dem unabhängigen wissenschaftlichen Beirat des Untersuchungsprogramms der CGIAR Climate Change Agriculture and Food Security. Er war auch Mitglied im wissenschaftlichen Ausschuss des West African Science Service Center on Climate Change and Adapted Land Use programme (WASCAL), das vom deutschen Bundesministerium für Bildung und Forschung ins Leben gerufen worden war.
Diedhiou ist einer der Verfasser des Sonderberichts 1,5 °C globale Erwärmung des IPCC (2018).
Von 2015 bis 2019 gehörte Arona Diedhiou dem WDS Scientific Committee (WDS-SC) an. In dieser Zeit organisierte er nahezu im Alleingang den WDS-Kongress Data Initiatives in Africa – Opportunities and Challenges for Research and Sustainable Development, der vom 12. bis 13. April 2017 in Grenoble stattfand. Er schied aus gesundheitlichen Gründen aus dem Komitee aus.

## Veröffentlichungen (Auswahl)
- A. Diedhiou, S. Janicot, A. Viltard, P. De Felice und H. Laurent: Easterly wave regimes and associated convection over West Africa and tropical Atlantic: Results from the NCEP/NCAR and ECMWF reanalyses. In: Climate Dynamics. Band 15, Nr. 11, 1999, S. 795–822, doi:10.1007/s003820050316
- J. L. Redelsperger, C. D. Thorncroft, A. Diedhiou, T. Lebel, D. J. Parker und J. Polcher: African Monsoon Multidisciplinary Analysis: An international research project and field campaign. In: Bulletin of the American Meteorological Society. Band 87, Nr. 12, 2006, S. 1739–1746, doi:10.1175/BAMS-87-12-1739
- B. Sultan, S. Janicot und A. Diedhiou: The West African monsoon dynamics. Part I: Documentation of intraseasonal variability. In: Journal of Climate. Band 16, Nr. 21, 2003, S. 3389–3406, doi:10.1175/1520-0442(2003)016<3389:TWAMDP>2.0.CO;2